# Bofors 57 mm sjöautomatkanon L/60

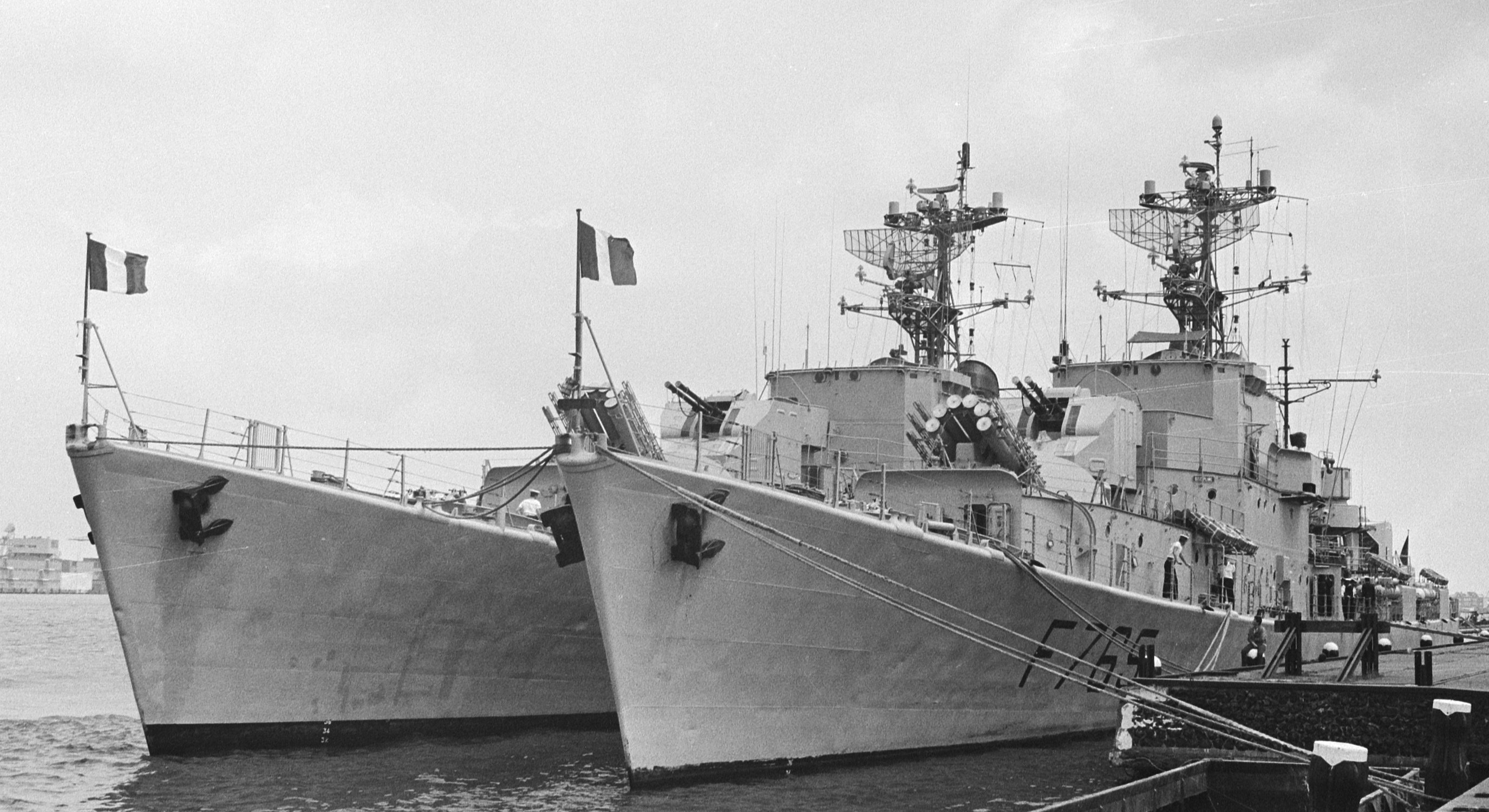
Två franska fregatter med Bofors 57 mm sjöautomatkanon L/60 på fören.

Bofors 57 mm sjöautomatkanon L/60, förkortat 57 mm SAK 60, även benämnd 57 mm allmålspjäs L/60 och liknande namn, var en helautomatisk allmålskanon med två eldrör som konstruerades och producerades av den svenska försvarskoncernen Bofors under 1950-talet. Bofors 57 mm SAK 60 bygger på Bofors traditionella pålitliga trekvartsautomatiska (3/4 automatisk) vapenmekanism med fallande kil och inbyggd laddautomat som introducerades på 1930-talet i deras världskända 40 mm automatkanon L/60.
Bofors 57 mm sjöautomatkanon L/60 började tas fram under sent 1940-tal på uppdrag av den nederländska flottan som en del av att återuppbygga deras flotta. Typen kom även att tas i bruk av den svenska och franska flottan under följande år.

## Konstruktion
Bofors 57 mm SAK 60 var ett helautomatiskt pjässystem och hade hög eldhastighet för sin kaliber på sin tid. Själva pjäsen utgjordes av två synkroniserade vapen inbyggda i samma mantel som integrerats i ett enat kanontorn. Vardera vapen hade ett eget eldrör och egen ammunitiontillförsel. Matning skedde från vardera sida in i vardera vapen och ammunition togs från magasin inuti pjästornet. Tornmagasinen fylldes på manuellt med hissar från underliggande ammunitionsrum. Hela dubbeltornet vägde 20 ton.

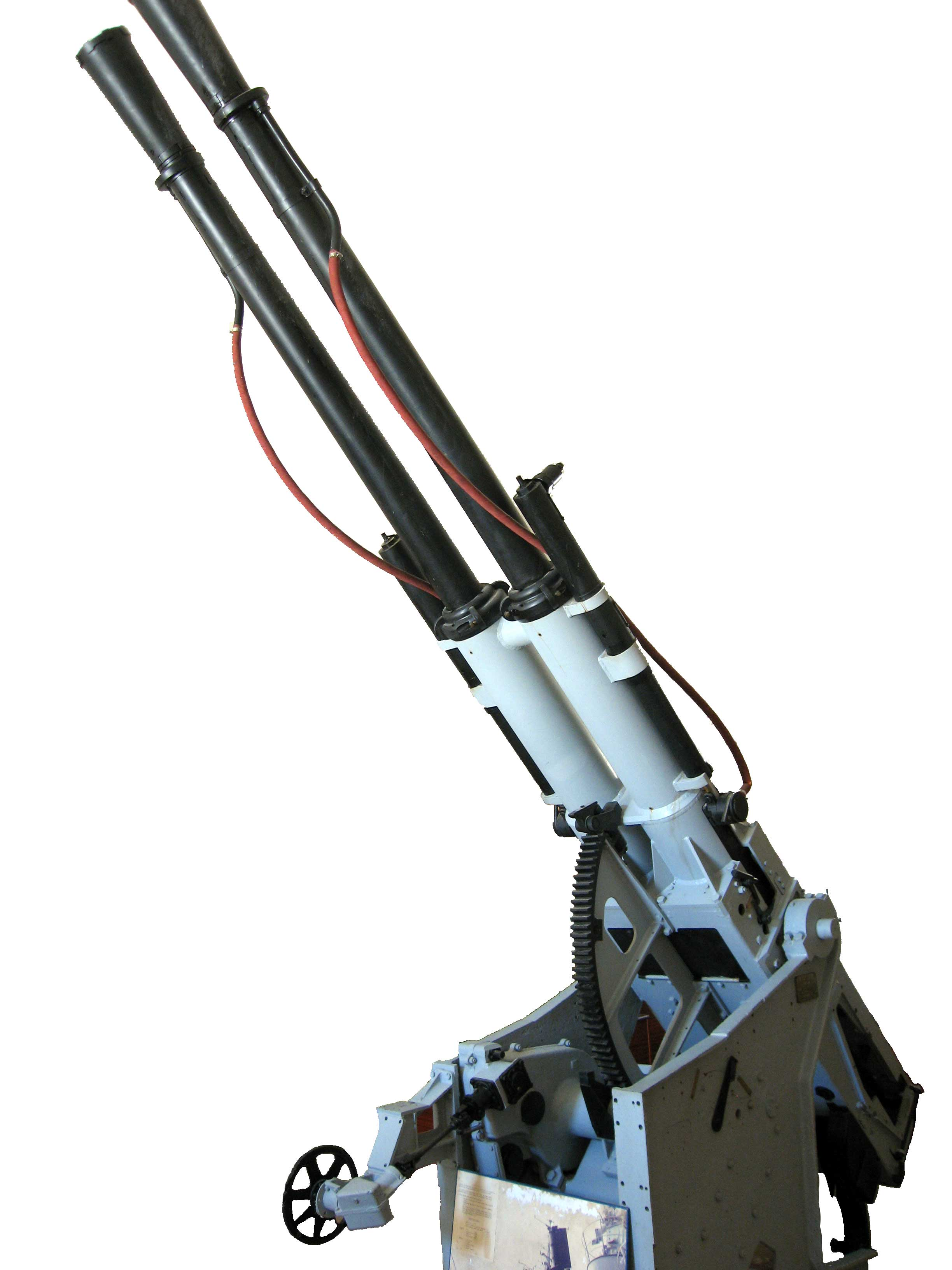
Fransk Bofors 57 mm SAK 60 på museum
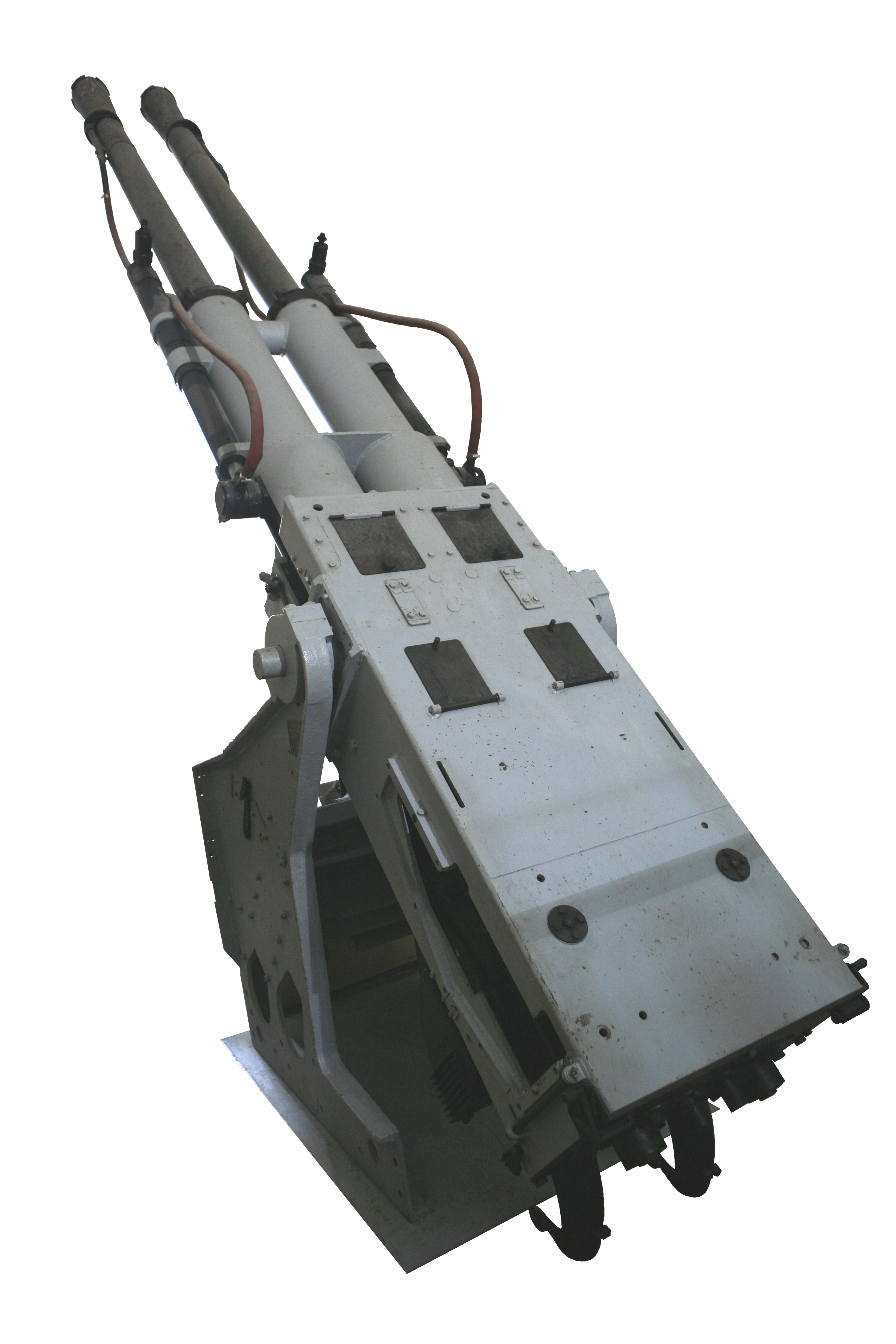
Fransk Bofors 57 mm SAK 60 på museum

### Ammunition
Ammunitionen bestod av enhetspatroner, där projektil och patron med drivladdning satt ihop.
Till systemet fanns efter viss tid följande projektiltyper:
- Pansargranat
- Spränggranat
- Spränggranat med zonanslagsrör (zonar)

## Användare

### Nederländska flottan

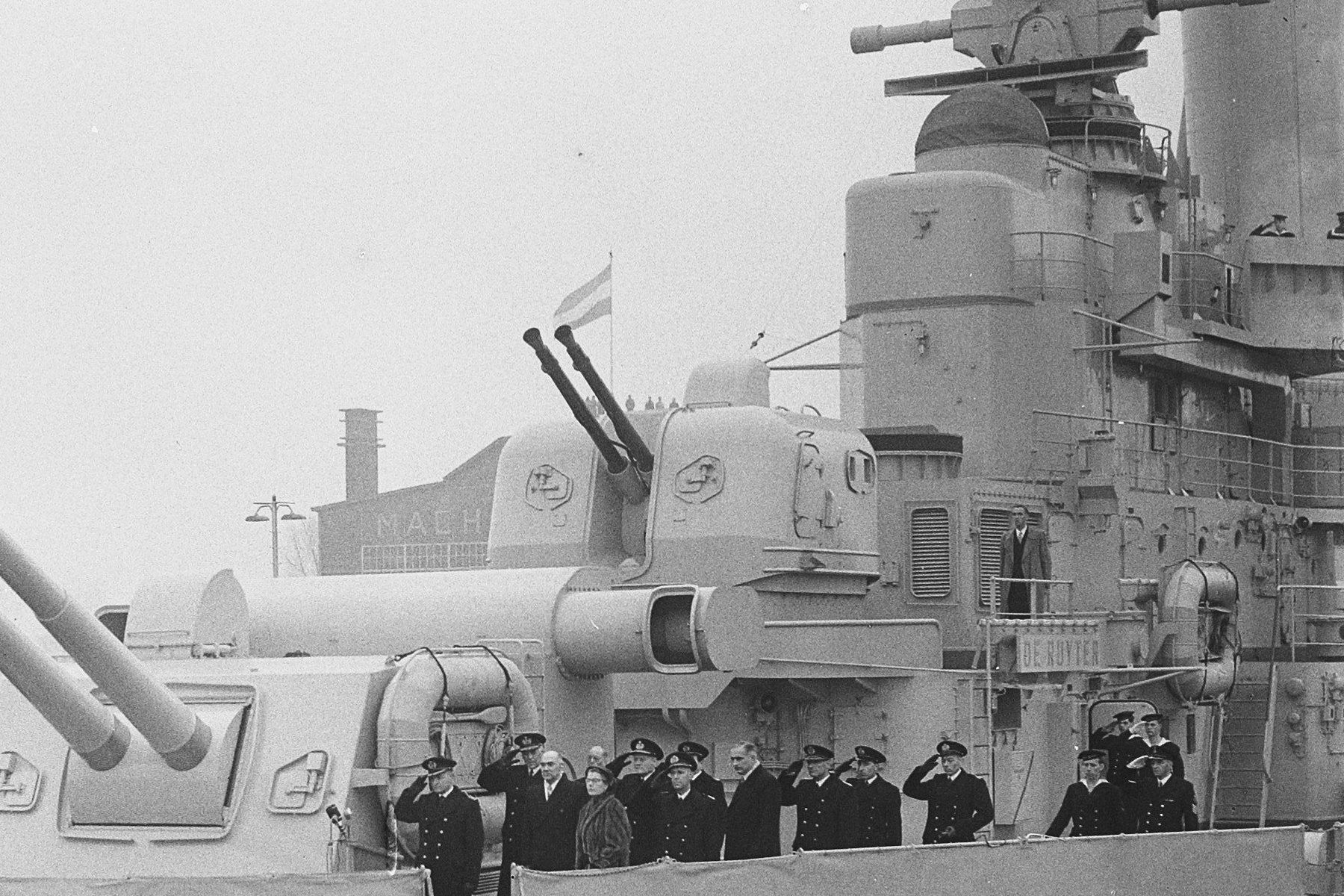
Bofors 57 mm sjöautomatkanon L/60 på fören till kryssaren De Ruyter.

Nederländerna var den ursprungliga avsedda användaren av Bofors 57 mm SAK L/60 och kom efter leverans att användas på landskapskryssarna De Zeven Provinciën och De Ruyter.

### Svenska flottan

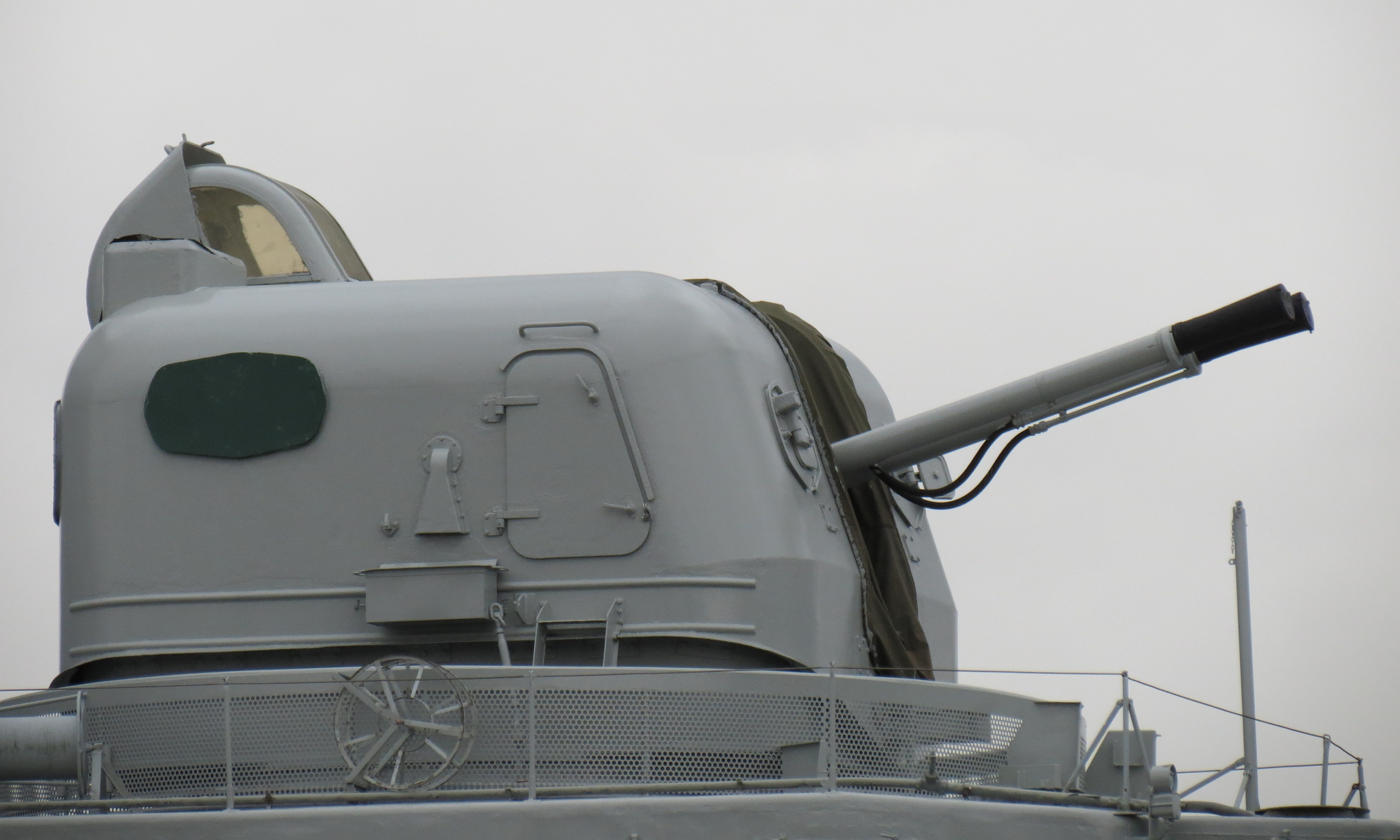
Svensk 57 mm akan m/50 ombord på.

I Sverige betecknades vapnet 57 mm automatkanon M/50 (kort 57 mm akan M/50), senare ombetecknad till 57 mm torndubbelautomatpjäs m/50 (kort 57 mm tdblapjäs m/50), och användes endast på jagarna Halland och Småland.

## Varianter
Pjäsen samutvecklades även med en enkelpipig variant utsedd till luftvärnspjäs. Den enkelpipiga varianten såldes bland annat som fältpjäs till Belgien och kom så småningom att se tjänst i Sverige som 57 mm luftvärnsautomatkanon m/54, kort 57 mm lvakan m/54. Denna pjäs fanns 1956–1957 vid Karlsborgs luftvärnsregemente (Lv 1) "som infanteristöd mot luftanfall" och var bilbogserad på samma sätt som 40 mm lvakan m/48 vid förflyttning. 
Den enkla luftvärnspjäsen kom även att vidareutvecklas av Bofors till en enkel däckspjäs för sjöartilleri. Denna pjäs kom att köpas in av den svenska flottan i ett antal version som beväpning för diverse skeppsklasser under 1950-talet. Följande varianter fanns:
- 57 mm automatkanon M/50B, kort 57 mm akan M/50B – använd på kryssare av Tre Kronor-klass
- 57 mm automatkanon M/50C, kort 57 mm akan M/50C – använd på torpedbåt av Spica-klass
- 57 mm automatkanon M/50D, kort 57 mm akan M/50D – använd på Visby-klassen efter att de byggts om till fregatter